# 黑櫛黃毒蛾
黑櫛黃毒蛾（学名：Euproctis virguncula）为毒蛾科黃毒蛾屬下的一个种。